# Epsilon Librae
Epsilon Librae ( ε Librae, förkortat Epsilon Lib,  ε Lib) som är stjärnans Bayerbeteckning, är en dubbelstjärna belägen i den norra delen av stjärnbilden Vågen. Den har en skenbar magnitud på 4,92 och är svagt synlig för blotta ögat. Baserat på parallaxmätning inom Hipparcosuppdraget på ca 32 mas, beräknas den befinna sig på ett avstånd av ca 102 ljusår (31 parsek) från solen.

## Egenskaper
Primärstjärnan Epsilon Librae A är en blå till vit stjärna av spektralklass F3 V eller F5 IV, vilket tyder på att den är en stjärna som antingen tillhör huvudserien eller har utvecklats till en underjätte som snart förbrukat förrådet av väte i dess kärna. Den utsänder från sin fotosfär 9,3 gånger mer energi än solen vid en effektiv temperatur på ca 6 550 K. 
Stjärnparet är en spektroskopisk dubbelstjärna, som omkretsar varandra med en period av 226,9 dygn med en excentricitet på 0,66. Halva storaxeln i omloppsbanan beräknas vara 0,85 AE, eller 85 procent av avståndet från jorden till solen. Följeslagaren Epsilon Librae B har en massa som är 41 procent av solens massa.